# Ferner Osten (Föderationskreis)
Der Föderationskreis Ferner Osten (russisch Дальневосточный федеральный округ Dalnewostotschny federalny okrug) ist eine administrative Einheit (Föderationskreis) der Russischen Föderation am Pazifik (siehe Föderale Gliederung Russlands). Verwaltungssitz ist Wladiwostok.
Er ist nicht zu verwechseln mit dem wesentlich kleineren Dalnewostotschny Kray (Fernöstlichen Kreis), der im Rahmen der RSFSR der Sowjetunion von 1926 bis 1938 bestand und sich im Küstenstreifen von der Tschuktschen-Halbinsel bis Wladiwostok erstreckte.

## Geographie

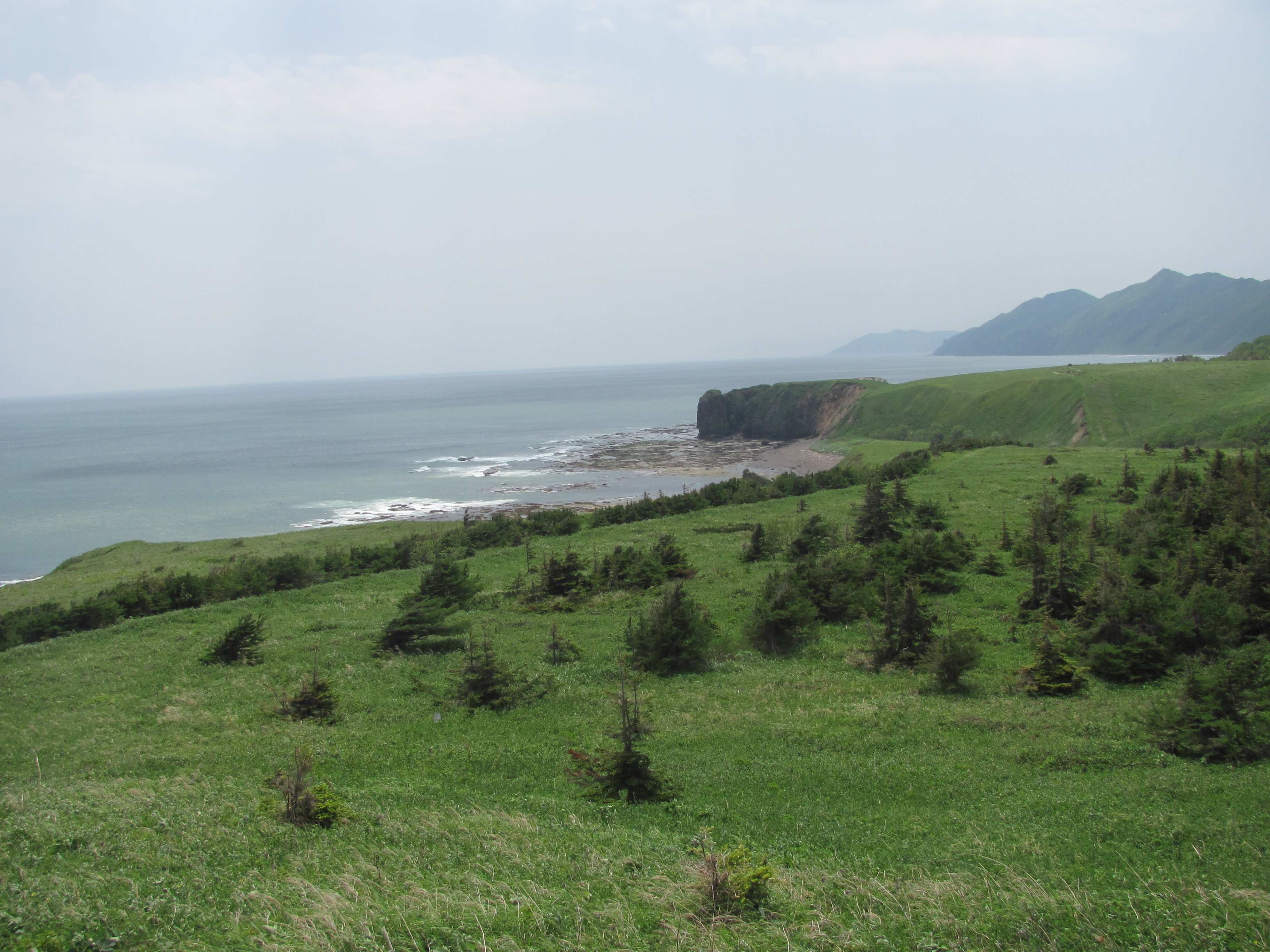
Kap Tichi am Ochotskischen Meer

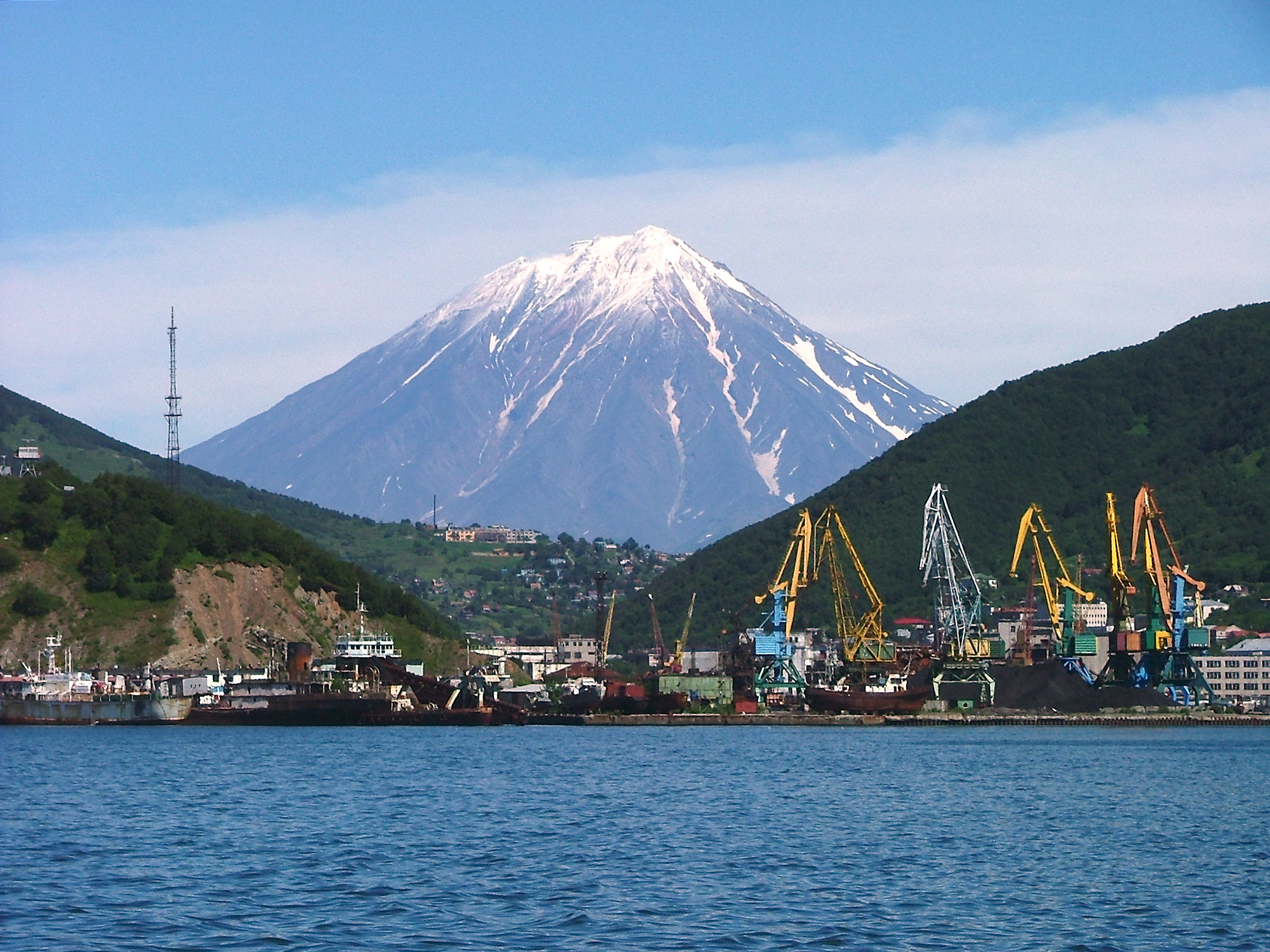
Petropawlowsk-Kamtschatski mit der Korjakskaja Sopka im Hintergrund

Als „Fernen Osten“ (Дальний восток Dalni wostok) bezeichnet man die Pazifikregion Russlands, die unter anderem die Gebiete Sacha (das frühere Jakutien), die Jüdische Autonome Oblast und die Halbinsel Kamtschatka umfasst. Im Osten grenzt der Föderationskreis an den Pazifik mit seinen Randmeeren Beringmeer und Ochotskisches Meer, im Norden an den Arktischen Ozean mit den Randmeeren Ostsibirische See und die Laptewsee, im Süden an die Volksrepublik China, Japan und Nordkorea und im Westen an den Föderationskreis Sibirien.
Die größten Inselgruppen im Arktischen Ozean bilden die Neusibirischen Inseln und die Wrangelinsel. Im Pazifik bilden die Kurilen, die Kommandeurinseln und Sachalin die größten russischen Inseln. Die Hauptstadt des Kreises ist Wladiwostok mit 600.000 Einwohnern. Der Föderationskreis Ferner Osten hat mit knapp sieben Millionen km² Fläche einen Anteil von etwa 40 % an der Gesamtfläche des Landes und ist der größte der acht Föderationskreise Russlands.
Der Ferne Osten ist gebirgiger als der Rest des asiatischen Russlands. Der Pobeda im Tscherskigebirge erreicht 3000 Meter. Das Stanowoigebirge erreicht Höhen von 2255 Metern. Der Sichote-Alin nördlich von Wladiwostok, Heimat von mehreren hundert Sibirischen Tigern, erreicht Höhen von über 1700 Meter. Die Giganten der Region sind aber die Vulkane Kamtschatkas, zum Beispiel der Korjakskaja Sopka. Von diesen sind etwa 20 noch aktiv. Der Kljutschewskaja Sopka erreicht eine Höhe von 4688 Metern. Die Lena, die einen großen Teil Jakutiens entwässert, ist der drittlängste Fluss Russlands, gefolgt vom Amur, dem viertlängsten Fluss, der gleichzeitig die Grenze zu China bildet.

## Geschichte

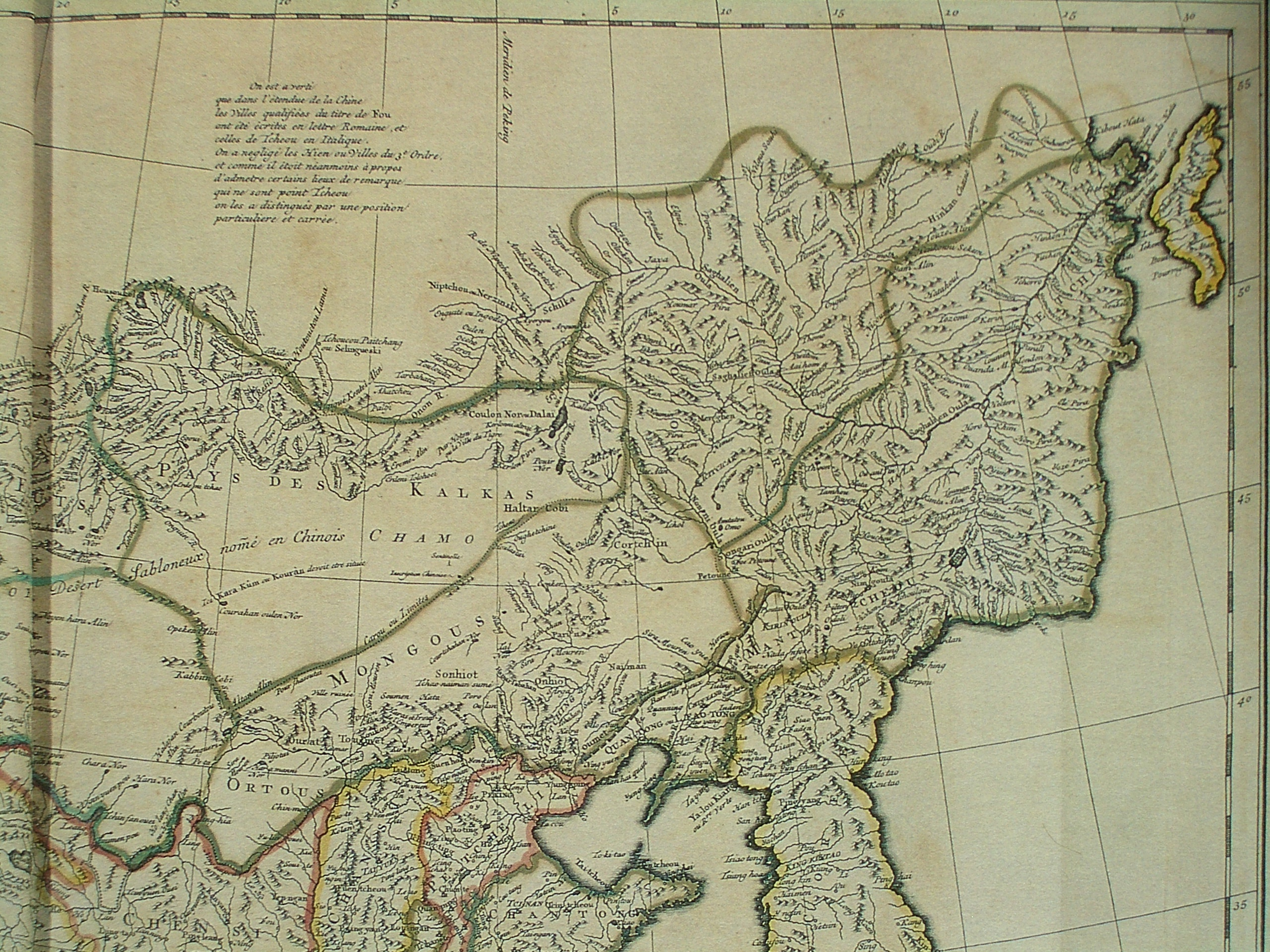
Darstellung der russisch-chinesischen Grenze auf einer Karte von 1734

Im Zuge der russischen Eroberung Sibiriens seit dem Ende des 16. Jahrhunderts näherten sich russische Kolonisatoren schrittweise entlang der sibirischen Flüsse dem Pazifik. Die Russen erreichten die Lena 1630 und gründeten 1632 Jakutsk und 1649 Ochotsk am Pazifik. Gegen Ende des 17. Jahrhunderts kontrollierte das Zarentum Russland einen etwa 300 Kilometer breiten Küstenstreifen am Pazifik. Im 18. Jahrhundert annektierte Russland Kamtschatka und die Anadyr-Halbinsel im Nordosten des asiatischen Kontinents. Während die russische Expansion im Norden nahezu unbehelligt und ohne Widerstand der wenigen Ureinwohner vollzogen wurde, stieß sie an den südlichen Grenzen des russischen Fernen Ostens auf größere Schwierigkeiten. Im 17. Jahrhundert kamen sich Russen und Chinesen auf dem Gebiet der heutigen Oblast Amur und Region Primorje erstmals in die Quere. Die chinesische Qing-Dynastie expandierte nordwärts und behielt fürs Erste die Oberhand und versperrte den Russen den weiteren Weg zum Pazifik. 1689 wurde der Vertrag von Nertschinsk zwischen beiden Mächten geschlossen. Dieser beendete die Grenzkonflikte und legte die Grenze entlang des Stanowoigebirges fest.
Mit dem Niedergang der chinesischen Macht im 19. Jahrhundert erhielt Russland erneut die Möglichkeit zu einer weiteren Expansion. 1858 wurde die Grenze weiter südlich entlang des Amur vorverlegt und 1859 wurde auch das Gebiet bis zum Pazifik von China abgetreten. Wladiwostok wurde 1860 gegründet. Sachalin und die Kurilen befanden sich von 1854 bis 1875 unter gemeinsamer russisch-japanischer Verwaltung. Beide Mächte einigten sich 1875 auf eine Aufteilung ihres gemeinsamen Besitzes. Während die Kurilen an Japan gingen, erhielt Russland Sachalin. Von 1860 an war das aufstrebende Japanische Kaiserreich die Hauptherausforderung für die russische Expansion im Fernen Osten. Das russische Engagement des Kaisers Nikolaus II. in der Mandschurei, das mit dem Japanischen Kaiserreich bezüglich der Hegemonie über Korea kollidierte, löste den Russisch-Japanischen Krieg von Februar 1904 bis Herbst 1905 aus. Das Russische Kaiserreich verlor den Krieg und musste einige Gebiete, wie die Südhälfte der Insel Sachalin abtreten.
Die Fernöstliche Republik wurde nach der kommunistischen Oktoberrevolution und der bolschewistischen Machtergreifung im ganzen Land am 6. April 1920 gegründet, um als Pufferstaat einen direkten Krieg zwischen Sowjetrussland und Japan aufzufangen, da 70.000 Japaner zusammen mit 10.000 US-amerikanischen Soldaten im Rahmen der Sibirischen Intervention antikommunistische Truppen der „weißen“ Russen unterstützten. Japan selbst hielt Wladiwostok und Teile der Pazifikküste besetzt, seit 1918 auch angrenzende chinesische Gebiete, und gründete die Küstenrepublik. Erst 1922 wurden diese Republiken wieder an die Sowjetunion angeschlossen.
Während des Sowjetisch-Japanischen Krieges im August und September 1945, dem finalen Angriff der Sowjetunion auf das Japanische Kaiserreich am Ende des Zweiten Weltkrieges; alternativ ab den 1980er Jahren auch Operation Auguststurm bezeichnet, eroberten und besetzten sowjetische Truppen die japanischen Vasallenstaaten Mandschukuo (Mandschurei) und Mengjiang, Korea, die Präfektur Karafuto (Südsachalin) und die Kurilen. Japan behält sich bis heute den Anspruch auf den Besitz der südlichsten vier Inseln vor. China und die damalige Sowjetunion standen sich im Fernen Osten im Jahr 1969 militärisch gegenüber, als militärische Scharmützel um den Status kleiner Inseln im Ussuri ausbrachen (vgl. Zwischenfall am Ussuri). Erst im Jahr 2004 legten Wladimir Putin und sein chinesischer Amtskollege Hu Jintao den Streit endgültig bei, indem Russland von den letzten drei Inseln mit ungeklärtem Status zwei an China abtrat und man die dritte teilte.
Dem Fernen Osten kam im Kalten Krieg eine große strategische Bedeutung zu. Die Hauptstützpunkte der Pazifikflotte Russlands, die unter anderem der nuklearen Abschreckung gegenüber den USA diente, liegen noch heute in Wladiwostok und in Petropawlowsk-Kamtschatski auf der Halbinsel Kamtschatka. Von hier aus könnten die atomgetriebenen und mit Kernwaffen bestückten U-Boote binnen weniger Tage die Westküste Nordamerikas erreichen.
Im Zuge der Transformationsperiode nach 1991 verlor der Ferne Osten über eine Million Einwohner, während ganze Industriebranchen verloren gingen. Die im 7000 Kilometer entfernten Moskau sitzende russische Regierung hatte sich erstmals 2006 besorgt über die Abgeschiedenheit und Rückständigkeit des russischen Fernen Ostens gezeigt. Präsident Wladimir Putin bezeichnete sie als Gefahr für die nationale Sicherheit. Im Mai 2012 unterzeichnete Präsident Putin einen Erlass, dem zufolge die Zentralregierung um ein in Chabarowsk ansässiges Ministerium für die Entwicklung des Fernen Ostens erweitert wurde. Am 21. März 2013 verabschiedete die Zentralregierung ein Programm zur Entwicklung des Fernen Ostens. Es sieht bis 2025 Ausgaben in Höhe von 321 Milliarden US-Dollar vor. Ziele sind die Umgestaltung des Fernen Ostens in eine wettbewerbsfähige Region mit einer vielgestaltigen Wirtschaft sowie die Verbesserung der sozialen und demographischen Situation auf dem Territorium der Region. Diese Maßnahmen werden in Russland als der Beginn eines Wiederbelebungsprozesses betrachtet.

## Bevölkerung

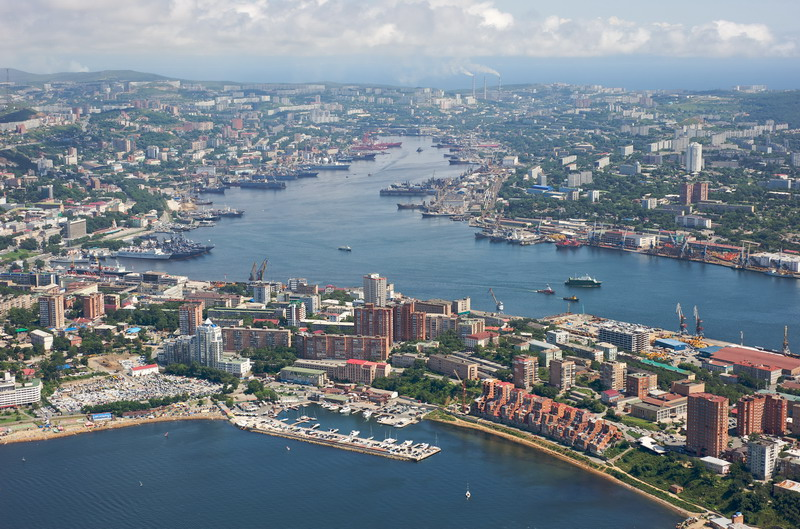
Die derzeit zweitgrößte Stadt des Föderationskreises, Wladiwostok, von der Luft aus gesehen

Der Ferne Osten gehörte traditionell zu den am wenigsten besiedelten Teilen Russlands. Die Bevölkerungszahl des Fernen Ostens erreichte 1990 mit etwas über acht Millionen ihren Höhepunkt. Das war die Folge massiver (und nicht immer freiwilliger) Umsiedlungsmaßnahmen, die seit der Mitte des 19. Jahrhunderts durchgeführt worden waren. Zur indigenen Bevölkerung gehören vor allem die sogenannten „kleinen Völker“. Eine Ausnahme bilden die Jakuten, eine recht zahlenstarke Ethnie, die vorwiegend (zu 97 Prozent) in der Republik Sacha (Jakutien) leben und dort die Hälfte der Gesamtbevölkerung ausmachen. Die Republik ist das einzige Föderationssubjekt im Föderationskreis Fernost, in dem ethnische Russen nicht die dominierende Volksgruppe darstellen. Viele traditionelle Völker (z. B. Korjaken, Niwchen) sind Nachkommen von Fischern und Jägern.
Ungeachtet der geographischen Lage der Region neigen deren Bewohner kulturell Europa zu, und nicht Asien. Ein großer Teil der heutigen Bevölkerung (95 %) wird durch russische oder ukrainische Umsiedler und deren Nachfahren gebildet. Die meisten der Umsiedler kamen erst während der Sowjetzeit in den Fernen Osten.
Der Anfang der 1990er Jahre erfolgte wirtschaftliche und politische Wandel in Staat und Gesellschaft hatte negative Folgen auf die demographische Lage der Region. Vor allem die nördlichen Regionen erlebten einen wahren Exodus nach dem Zusammenbruch der Sowjetunion. Während im Süden die Landwirtschaft, der Transport und der Handel die Krise der Industrie zumindest teilweise auffangen konnten, blieb den Menschen im Norden oft nur der Wegzug. So verlor der dünn besiedelte Autonome Kreis der Tschuktschen bis 2004 zwei Drittel seiner Einwohner, das Gebiet Magadan über die Hälfte; ganze Siedlungen gingen verloren. Diejenigen, die wegzogen, waren überwiegend ethnische Russen oder Ukrainer, die erst während der Sowjetzeit in den Osten gekommen waren.
Die Bevölkerungszahl des Föderalkreises Ferner Osten betrug zum 1. Januar 2014 6,227 Millionen oder 4,34 % der Gesamtbevölkerung Russlands. Der Kreis hat die geringste Bevölkerungsdichte der Föderationskreise. 76 Prozent der Bevölkerung leben in urbanen Zentren.
Die größten Städte des Föderationskreises sind (Stand 2014):
1. Chabarowsk: 607.216
2. Wladiwostok: 603.244
3. Ulan-Ude: 404.426
4. Tschita: 324.444
5. Jakutsk: 299.169
6. Komsomolsk am Amur: 253.030
7. Blagoweschtschensk: 224.192
8. Juschno-Sachalinsk: 192.734
9. Petropawlowsk-Kamtschatski: 182.711
10. Ussurijsk: 166.819
11. Nachodka: 156.442
12. Artjom: 102.405
13. Magadan: 94.344
14. Birobidschan: 74.777

## Klima, Flora und Fauna

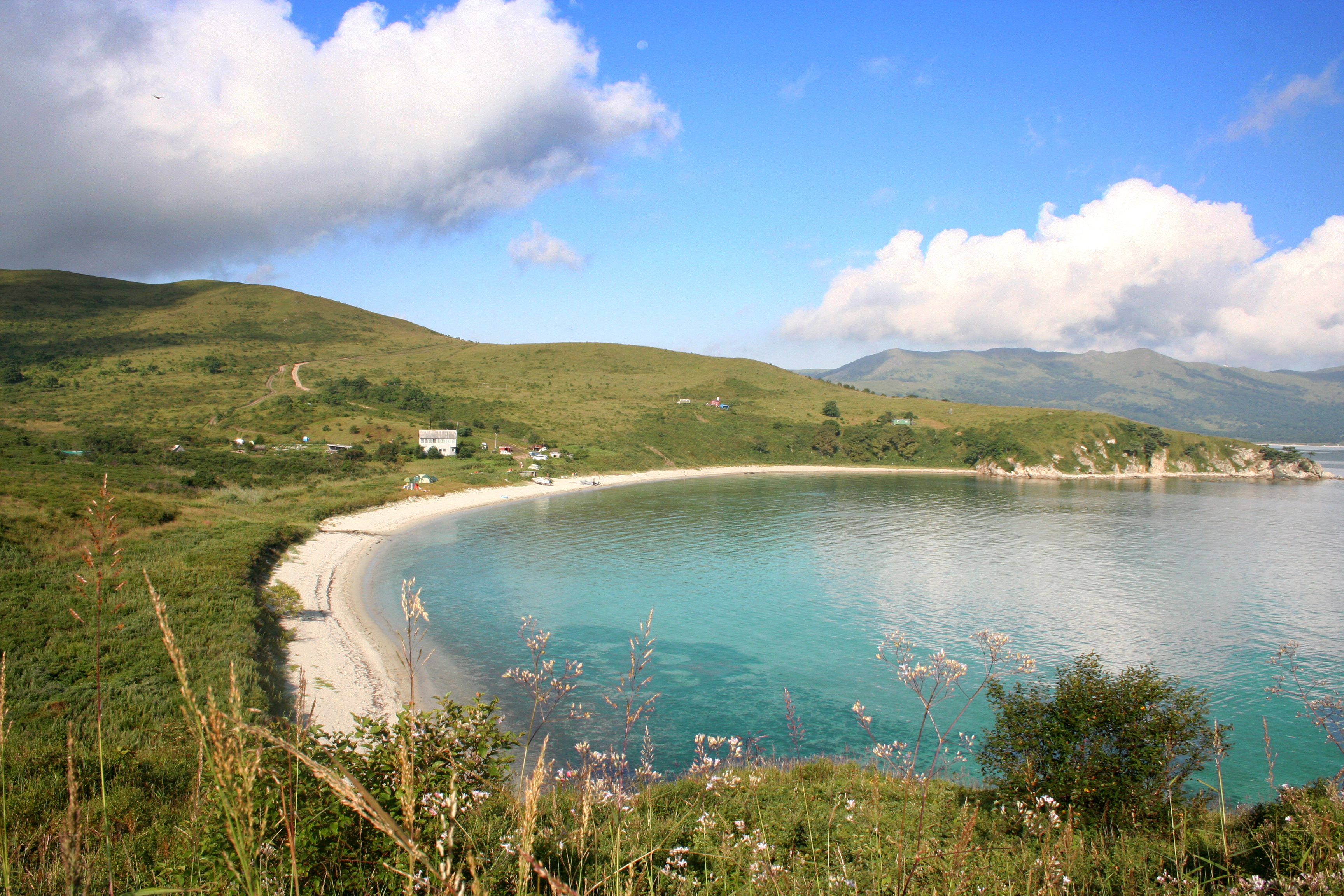
Meeresbucht in der Region Primorje (Fernöstliches Meeres-Naturreservat)

Das Klima im Fernen Osten schwankt von kontinental bis gemäßigt. Hier befindet sich der Kältepol der nördlichen Halbkugel (in der Siedlung Oimjakon). Die niedrigste jemals gemessene Temperatur wurde auf dem Territorium des Fernen Ostens mit 71 °C unter dem Gefrierpunkt gemessen. Die kalten Winter im Fernen Osten sind trocken und sonnenreich. Aufgrund der Trockenheit der Luft lassen sich auch strenge Fröste leichter ertragen. Insbesondere in der Republik Sacha bleiben während des sieben Monate dauernden Winters die Flüsse gefroren. Auch die Küste am Arktischen Ozean friert in dieser Zeit zu. Das Gebiet des Fernen Ostens ist zu 46 Prozent bewaldet. Davon sind weite Teile im Norden mit borealem Nadelwald bedeckt. Der hohe Norden gehört zur Klimazone der Tundra mit niedrigen Sträuchern, Flechten und Moos. Der Erdboden ist dort über weite Strecken dauernd gefroren (Permafrostboden). Dies macht die Besiedlung und Baukonstruktion sehr aufwendig. Ein Quadratmeter Wohnfläche auf der Tschuktschen-Halbinsel ist etwa zehnmal aufwendiger zu errichten als in Wladiwostok, das in der gemäßigten Klimazone liegt. Im nördlichen Bereich des Fernen Ostens ist Ackerbau nur in sehr wenigen geschützten Gegenden möglich, die landwirtschaftliche Nutzung beschränkt sich sonst im Allgemeinen auf Holzwirtschaft.
Es gibt 2,7 Millionen Hektar landwirtschaftliche Anbaufläche auf dem Territorium des Kreises. Dies sind zwei Prozent Anteil an der Gesamtfläche des Föderationskreises. Das Farmland ist um den Chankasee und den Amur konzentriert. Die Region Primorje – das Gebiet unmittelbar an der Pazifikküste – ist in ähnlichen Breiten gelegen wie Sotschi an der russischen Schwarzmeerküste, und die Sonne scheint hier 180–200 Tage im Jahr. Im Süden der Region Primorje sind die Berge mit besonderen Wäldern, einer Mischung aus Nadelbäumen und breitblättrigen Laubbäumen, der sogenannten Ussuri-Taiga, bedeckt.

## Gliederung

Föderationssubjekte des Föderationskreises Ferner Osten

| # | Flagge | Föderationssubjekt               | Fläche in km² | Bevölkerung 2010 | Bevölkerung 2015 | Hauptstadt / Verwaltungszentrum |
| --- | ------ | -------------------------------- | ------------- | ---------------- | ---------------- | ------------------------------- |
| 1 |        | Oblast Amur                      | 363700        | 830103           | 809873           | Blagoweschtschensk              |
| 2 |        | Republik Burjatien               | 351300        | 972000           | 978000           | Ulan-Ude                        |
| 3 |        | Jüdische Autonome Oblast         | 36000         | 176558           | 168368           | Birobidschan                    |
| 4 |        | Region Transbaikalien            | 431900        | 1107000          | 1087000          | Tschita                         |
| 5 |        | Region Kamtschatka               | 464300        | 322079           | 317269           | Petropawlowsk-Kamtschatski      |
| 6 |        | Oblast Magadan                   | 462400        | 156996           | 148071           | Magadan                         |
| 7 |        | Region Primorje                  | 165200        | 1956497          | 1933308          | Wladiwostok                     |
| 8 |        | Republik Sacha                   | 3103200       | 958528           | 956896           | Jakutsk                         |
| 9 |        | Oblast Sachalin                  | 87100         | 497973           | 488391           | Juschno-Sachalinsk              |
| 10 |        | Region Chabarowsk                | 788600        | 1343869          | 1338305          | Chabarowsk                      |
| 11 |        | Autonomer Kreis der Tschuktschen | 737500        | 50526            | 50540            | Anadyr                          |
| Gesamt | Gesamt | Gesamt                           | 6991200 *     | 6293129 *        | 6211021 *        |                                 |
| * Im November 2018 wechselten die Republik Burjatien und die Region Transbaikalien vom Föderationskreis Sibirien zum Föderationskreis Ferner Osten. In den obenstehenden Gesamtzahlen sind die Bevölkerungsdaten noch nicht enthalten. |        |                                  |               |                  |                  |                                 |

## Wirtschaft
Der Föderationskreis ist reich an Rohstoffen. So werden in der Republik Sacha Gold und Diamanten gefördert, auf Sachalin werden Erdöl und Erdgas gewonnen. Die gesamte Energieausbeute von Sachalin wird auf insgesamt 700 Millionen Tonnen Öl und 2500 Milliarden Kubikmeter Gas geschätzt. Die Region Primorje ist reich an Zinn und Grafit. Im Jüdischen Autonomen Gebiet finden sich Vorkommen von Eisen- und Manganerz.
Russlands Ferner Osten hat seit 1990 rund 90 Prozent seiner Schwerindustrie, darunter die starken Rüstungs- und Papierindustrien sowie den fischverarbeitenden Sektor, verloren. Zudem erwirtschaftet das Gebiet lediglich 5,6 Prozent des nationalen BIP. Die verbliebenen wirtschaftlichen Aktivitäten konzentrieren sich sehr stark auf die Rohstoffgewinnung.
So wird auf der Halbinsel Sachalin das größte integrierte Öl- und Gasprojekt der Welt, Sachalin 2, realisiert. Die Entwicklung des Projekts hat die Sakhalin Energy Investment Company Ltd. (Sakhalin Energy) übernommen, ein im Jahr 2000 gegründetes Konsortium unter Federführung von Shell mit Beteiligung der japanischen Konzerne Mitsui und Mitsubishi. Dies war über lange Jahre die größte ausländische Investition in Russland, 2007 übernahm Gazprom die Mehrheitsbeteiligung.
Die wichtigsten noch intakten Industriebranchen sind der Bergbau, die Goldförderung, die Elektroindustrie, die Fischerei- und Forstwirtschaft sowie Buntmetallurgie und Schiffsbau. Am gesamten russischen Holzexport haben die Forstwirtschaft und Holzverarbeitung in den Regionen Primorje und Chabarowsk und im Gebiet Amur einen hohen Anteil. Auch an der Herstellung von Sägeholz, von Holzfaserplatten und Möbeln ist der Föderationskreis maßgeblich beteiligt.
Die Landwirtschaft und die Fischerei ist traditionell stark ausgeprägt; dazu gehören auch die Rentier- und Pelztierzucht. Mit der Erschließung der Bodenschätze und der Verarbeitung in der Region wird die wirtschaftliche Bedeutung des Föderationskreises Ferner Osten deutlich zunehmen. Schon jetzt arbeitet der Föderationskreis eng mit China, Japan, Süd- und Nordkorea zusammen.
Die wichtigsten Handelspartner im Fernen Osten sind China und Japan, gefolgt von Taiwan und Vietnam. Viele Güter des täglichen Lebens müssen aufwendig per Schiff oder per Flugzeug eingeführt werden. Die Nähe zu China erlaubt inzwischen eine günstigere Versorgung vor allem mit Nahrungsmitteln. Japan liefert vor allem Gebrauchtwagen und andere technische Güter.

## Verkehr

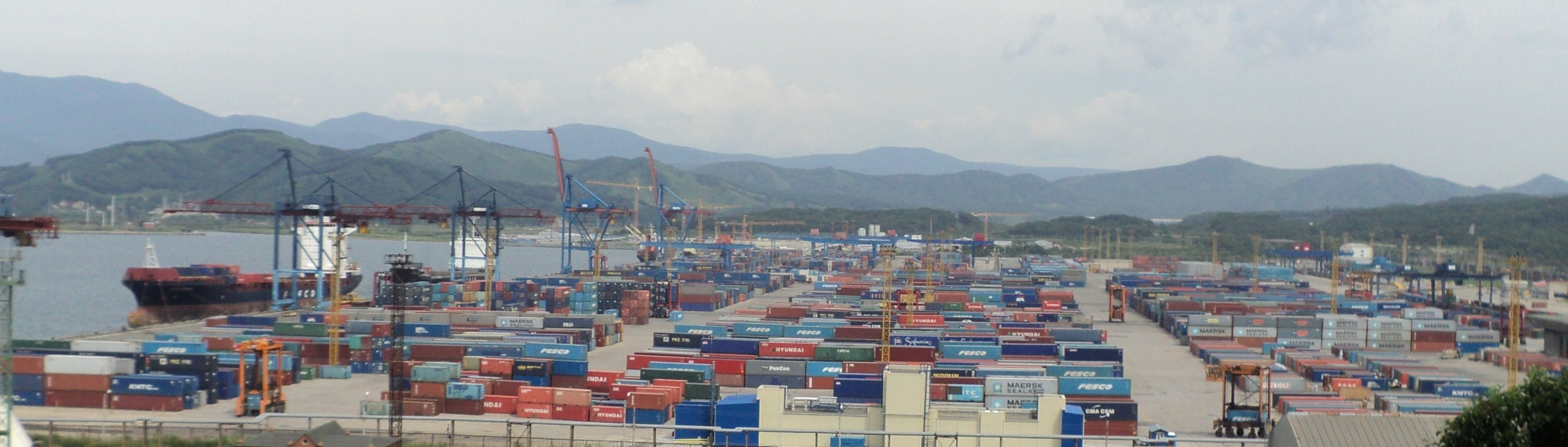
Containerhafen von Wostotschny

Die beiden größten internationalen Flughäfen sind der Flughafen Wladiwostok und der Flughafen Chabarowsk. Es gibt dort neben innerrussischen Flugzielen auch internationale Direktverbindungen unter anderem nach Tokio, Seoul und Peking.
Durch den südlichen Teil der Region führt die Transsibirische Eisenbahn mit Abzweigungen zur Grenze nach China und zur Pazifikküste.
Entsprechend seiner wirtschaftlichen Bedeutung gehört der Ausbau der Infrastruktur im Föderationskreis Ferner Osten zu den wichtigsten Vorhaben in Russland. Zu den prioritären Projekten des Eisenbahnsektors von 2010 bis 2015 gehören die Herstellung der Bahnverbindung des Gebietes Chabarowsk mit Sachalin über den Tatarensund, die Fortsetzung des Baus der Verbindung zwischen der Baikal-Amur-Magistrale (BAM) und Jakutsk sowie der Bau der Nordsibirischen Eisenbahn von Nadym nach Jakutsk, das zu einem Eisenbahnknoten in Nordsibirien werden soll.
Direkt am Japanischen Meer liegt der Hafen Wladiwostok, der das ganze Jahr befahrbar ist und eisfrei gehalten wird. Etwa 80 Kilometer östlich davon liegt Nachodka und direkt angrenzend Wostotschny, die beiden größten Handelshäfen des russischen Fernen Ostens. Der Containertransport mit dem Schiff von hier nach Skandinavien dauert 40 Tage, während der Transport per Eisenbahn für die gleiche Route etwa 12 Tage in Anspruch nimmt.
Am 15. Juli 2022 wurde die erste Hochgeschwindigkeitsautobahn im Fernöstlichen Bundesdistrikt eröffnet. Es vereinte drei Bundesautobahnen – „Ussuri“ (Chabarowsk – Wladiwostok), „Amur“ (Chita – Chabarowsk) und „Wostok“ (Chabarowsk – Nachodka), eine Straße, die die regionale Hauptstadt mit Komsomolsk am Amur verbindet, sowie Standorte des Territoriums der fortschreitenden sozioökonomischen Entwicklung (SAD)